# Idylle mit ertrinkendem Hund
Idylle mit ertrinkendem Hund ist der Titel einer Erzählung von Michael Köhlmeier, erschienen 2008, die von der Beziehung eines Autors zu seinem Lektor handelt. Die literarische Gattung des Werkes ist nicht eindeutig festzulegen, es wird sowohl als Roman als auch als Novelle bezeichnet.

## Inhalt
Der Ich-Erzähler und seine Frau Monika bekommen in einem ausgesprochen schneereichen Winter Besuch zuhause in Hohenems (Vorarlberg), und zwar von dem sonderbaren Lektor Dr. Johannes Beer, um an einem neuen Buch zu arbeiten. Das Verhältnis zwischen dem Autor und dem Lektor scheint sehr kühl und rein auf beruflicher Ebene zu sein. Dem Erzähler scheint der Besuch eher unangenehm zu sein, da es für ihn schwierig ist, sich seinen Lektor zusammen mit Freunden vorzustellen – dass er selbst zu so einem werden sollte, scheint ihm unvorstellbar. 
Dr. Beer, der große Angst vor Hunden hat, begegnet bei einem Spaziergang in Hohenems einem großen, braunen Hund, der den Lektor eine Weile auf seinem Weg begleitet und dann wieder verschwindet. Einige Tage darauf geht Dr. Beer erneut spazieren, diesmal mit dem Erzähler. Als sie an einem See vorbeigehen, sehen sie denselben Hund, der, als Dr. Beer ihn ruft, ins Eis einbricht. Während der Lektor Hilfe holt, versucht der Autor mit aller Kraft, den Hund zu retten. Krampfhaft hält er sich an diesem fest, auch wenn ihn das selbst in Gefahr bringt, so als könnte er die Vorstellung, noch etwas zu verlieren, nicht ertragen.

## Interpretation
Die Erzählung weist autobiographische Züge auf: Michael Köhlmeier thematisiert den Tod seiner Tochter Paula Köhlmeier – sie kam im Alter von 21 Jahren bei einem Wanderunfall ums Leben – in Form des fiktiven Dialogs mit Dr. Beer, in dem er von Schlaflosigkeit und Depressionen auf Grund dieses Verlustes spricht. Der Autor lebt wie der Ich-Erzähler in Hohenems.